# Claudio Costamagna
Claudio Costamagna (Milano, 10 aprile 1956) è un banchiere e dirigente d'azienda italiano.
È stato Presidente della Cassa depositi e prestiti da luglio 2015 a luglio 2018. Inoltre, ricopre la carica di Presidente di CC & Soci ed è attualmente membro del consiglio di amministrazione di FTI Consulting, gruppo di business advisory quotato sul NYSE. Claudio Costamagna è membro dei consigli di amministrazione di Finarvedi, holding del gruppo siderurgico Arvedi, della Italiana Petroli e di Salini Costruttori, holding della famiglia Salini che detiene il controllo di Webuild, operatore italiano nel settore delle costruzioni. 

## Biografia
Nato a Milano nel 1956, frequenta l'École Européenne di Bruxelles per poi rientrare in Italia ed iscriversi all'Università commerciale Luigi Bocconi. Nel 1981 consegue la laurea in economia aziendale e comincia la sua attività professionale nell'area financial control di Citibank. Nel 1985 passa a Montedison, come direttore della corporate finance per la holding.
Nel 1988 entra in Goldman Sachs, inizialmente come responsabile investment banking Italia, per poi diventare responsabile Italia e Chairman di Goldman Sachs SIM. Nel 1999 viene nominato Co-Head della divisione investment banking per l'Europa, Medio Oriente ed Africa e membro dello European Management Committee e del Global Partnership Committee. Infine, tra il 2004 e 2006 – anno nel quale lascia il gruppo - ricopre il ruolo di presidente della divisione investment banking per l'Europa, Medio Oriente ed Africa. Nel 2006 fonda la società di financial advisory CC & Soci, della quale è presidente. Nel 2011 fonda Advise Only, società che si occupa di finanza personale e di consulenza nella gestione del risparmio online.
Dal 2012 al gennaio 2018 ricopre il ruolo di presidente di AAA-Advanced Accelerator Applications, gruppo farmaceutico europeo fondato nel 2003, specializzato nello sviluppo di prodotti diagnostici e terapeutici nel campo della medicina nucleare, acquisito nel gennaio 2018 da Novartis per 3.9 miliardi di dollari. Dal 2012 al 2015 ricopre altresì la carica di presidente di Salini Impregilo, il principale gruppo italiano attivo nella costruzione di infrastrutture.
Claudio Costamagna è stato consigliere di amministrazione di Luxottica, Bulgari, del Gruppo Il Sole 24 Ore, di Autogrill e di DeA Capital, tutte società quotate sulla Borsa Italiana. È stato anche membro del CdA di Virgin Group Holdings e di Reuters Breakingviews.

## Riconoscimenti
Nel 2004 è stato nominato “Bocconiano dell'Anno” dall'associazione ALUB, che raccoglie tutti i laureati dell'Università commerciale Luigi Bocconi.
Nel 2017, Claudio Costamagna è stato premiato nell'ottava edizione del premio Guido Carli.